# Hydraeomyces halipli
Hydraeomyces halipli är en svampart som först beskrevs av Roland Thaxter, och fick sitt nu gällande namn av Roland Thaxter 1896. Hydraeomyces halipli ingår i släktet Hydraeomyces och familjen Laboulbeniaceae.  Arten är reproducerande i Sverige. Inga underarter finns listade i Catalogue of Life.

### Fotnoter
1. ↑  ”CABI databases”. http://www.speciesfungorum.org. Läst 24 januari 2013.
2. ↑  Thaxter (1896) , In: Mem. Amer. Acad. Arts, ser. 2 12:293
3. 1 2  Bisby F.A., Roskov Y.R., Orrell T.M., Nicolson D., Paglinawan L.E., Bailly N., Kirk P.M., Bourgoin T., Baillargeon G., Ouvrard D. (red.) (4 mars 2011). ”Species 2000 & ITIS Catalogue of Life: 2011 Annual Checklist.”. Species 2000: Reading, UK. http://www.catalogueoflife.org/annual-checklist/2011/search/all/key/hydraeomyces+halipli/match/1. Läst 24 september 2012.
4. ↑  Species Fungorum. Kirk P.M., 2010-11-23
5. 1 2  Dyntaxa Hydraeomyces halipli